# Johannes I (przeor kłodzki)
Johannes I (zm. 1382 w Kłodzku) - mnich i pierwszy przeor klasztoru augustianów w Kłodzku od 1350 roku.

## Życiorys
Nie mamy zbyt wielu wiadomości na temat jego wczesnych lat życia. Wiadomo, że w młodości wstąpił do zakonu augustianów i w 1343 roku znalazł się wśród grupy braci, których zadaniem było założenie nowej wspólnoty augustiańskiej w Rudnicy nad Łabą na polecenie biskupa praskiego Jana z Drażic. 
Na prośbę pierwszego praskiego arcybiskupa metropolity, Arnoszta z Pardubic na przełomie 1349/1350 roku zajął się organizowaniem od podstaw kolejnego klasztoru, ufundowanego w rodzinnym mieście arcybiskupa - Kłodzku. W celu zapewnienia materialnego bytu członków nowej wspólnoty otrzymał od Arnoszta i od jego braci dobra ziemskie w Szalejowie Dolnym, Żelaźnie i Starkowie. Ponadto jego jurysdykcji mieli podlegać wszyscy mieszkańcy tych dóbr, włącznie z wolnymi sędziami. W 1353 roku do posiadłości zakonnych na ziemi kłodzkiej dołączył jeszcze jeden folwark i dwa młyny w Szalejowie Dolnym.
Dzięki jego staraniom w 1365 roku kolejny arcybiskup, Jan Očko z Vlašimi, wydał zgodę na prowadzenie przez augustianów w Kłodzku szkoły dla szesnaściorga dzieci, obywateli Kłodzka. 
Zajmował się pisarstwem, pisząc dwutomowy komentarz do psalmów, przechowywany potem przez lata w bibliotece klasztornej.